# Martin Massif
Martin Massif är en bergskedja i Antarktis. Den ligger i Östantarktis. Australien gör anspråk på området.